# Bactrocera heppneri
Bactrocera heppneri är en tvåvingeart som beskrevs av White 1999. Bactrocera heppneri ingår i släktet Bactrocera och familjen borrflugor.
Artens utbredningsområde är Taiwan. Inga underarter finns listade.